# Guilladjé
Guilladjé (auch: Guiladjé, Guillagué, Guillaguey) ist eine Landgemeinde im Departement Falmey in Niger.

## Geographie
Guilladjé liegt in der Sahelzone und erstreckt sich über eine Fläche von 900 km². Die Nachbargemeinden sind Kankandi im Norden, Gollé im Osten und Falmey im Süden und Westen. Bei den Siedlungen im Gemeindegebiet handelt es sich um 27 Dörfer und 46 Weiler. Der Hauptort der Landgemeinde ist das Dorf Guilladjé. Die nach Einwohnern nächstgrößeren Dörfer sind Bossey und Windi Bago.
Das Trockental Dallol Bosso durchquert die Gemeinde von Norden nach Süden. Zahlreiche permanente und semipermanente Teiche (mares) bilden einen Kreis von Westen nach Osten. Das Landschaftsbild ist von Ebenen und Hochebenen geprägt. Die Regenzeit dauert von Mai bis September, die Trockenzeit von Oktober bis April. Das Gemeindegebiet ist Teil des Dosso-Reservats, eines 306.500 Hektar großen Naturschutzgebiets, das 1962 als Pufferzone zum Nationalpark W eingerichtet wurde.

## Geschichte
Die Landgemeinde Guilladjé entstand als Verwaltungseinheit 2002 im Zuge einer landesweiten Verwaltungsreform aus einem Teil des Kanton Birni N’Gaouré/Boboye. Seit 2011 gehört die Landgemeinde nicht mehr zum Departement Boboye, sondern zum neugeschaffenen Departement Falmey.

## Bevölkerung
Bei der Volkszählung 2012 hatte die Landgemeinde 28.156 Einwohner, die in 3326 Haushalten lebten. Bei der Volkszählung 2001 betrug die Einwohnerzahl 20.955 in 2751 Haushalten.
Im Hauptort lebten bei der Volkszählung 2012 2238 Einwohner in 292 Haushalten, bei der Volkszählung 2001 2078 in 271 Haushalten und bei der Volkszählung 1988 1301 in 200 Haushalten.
Die Bevölkerungsmehrheit stellen Fulbe und Zarma, ferner leben Angehörige der Volksgruppen der Hausa und Tuareg in der Landgemeinde.

## Politik
Der Gemeinderat (conseil municipal) hat 12 gewählte Mitglieder. Mit den Kommunalwahlen 2020 sind die Sitze im Gemeinderat wie folgt verteilt: 4 ANDP-Zaman Lahiya, 4 MODEN-FA Lumana Africa und 4 PNDS-Tarayya.
Jeweils ein traditioneller Ortsvorsteher (chef traditionnel) steht an der Spitze von 20 Dörfern in der Gemeinde.

## Wirtschaft und Infrastruktur
Der Bevölkerung lebt vor allem von Ackerbau und Viehzucht. Erträgnisse liefern Hirse, Sorghum und Reis, der in den Niederungen angebaut wird. Von besonderer Bedeutung in Guilladjé ist die Geflügelzucht. Außerdem werden Rinder, Schafe, Ziegen und Esel gehalten. Im Hauptort gibt es einen Viehmarkt. Der Markttag ist Sonntag. Im Hauptort ist ein Gesundheitszentrum des Typs Centre de Santé Intégré (CSI) vorhanden. Beim Centre de Formation aux Métiers de Guilladjé (CFM Guilladjé) handelt es sich um ein Berufsausbildungszentrum.